# Ląd
Ląd – obszar skorupy ziemskiej niepokryty wodami mórz i oceanów. Lądy na Ziemi zajmują łącznie około 149 milionów km², co stanowi 29% jej powierzchni. Ich średnie wzniesienie ponad poziom morza wynosi 875 metrów.
Dla większych, zwartych obszarów lądu przyjęto nazwę kontynent, mniejsze obszary lądu to wyspy. W odniesieniu do kontynentów zamiennie używa się nazwy „stały ląd”, w odróżnieniu od wysp, których nie zalicza się do powierzchni lądu.